# Ofelia (satélite)
Ofelia  es un satélite natural de Urano. Ofelia recibe su nombre de Ofelia, la hija de Polonio en la obra Hamlet de William Shakespeare.
Fue descubierto por Richard J. Terrile a partir de las imágenes tomadas por la sonda espacial Voyager 2 el 21 de enero de 1986, y recibió la designación temporal S/1986 U 8. También se designa Urano VII. El satélite no fue detectado nuevamente hasta que el telescopio espacial Hubble lo observó nuevamente en 2003.
Aparte de su órbita, su radio de 21 km y su albedo geométrico de 0,08 prácticamente nada se sabe al respecto de Ofelia. En las imágenes de la sonda Voyager 2, Ofelia aparece como un objeto alargado, cuyo eje principal apunta hacia Urano. La proporción de ejes del esferoide alargado de Ofelia es de 0,7 ± 0,3.
Ofelia actúa como el satélite pastor exterior del anillo ε de Urano. La órbita de Ofelia está dentro del radio de la órbita sincrónica de Urano y, por lo tanto, está decayendo lentamente debido a la desaceleración de mareas.